# Altagracia (Lara)
Pour les articles homonymes, voir Altagracia.
Altagracia est la capitale de la paroisse civile d'Altagracia de la municipalité de Torres de l'État de Lara au Venezuela. 